# Neutral Milk Hotel
Neutral Milk Hotel — музыкальный коллектив из США, основанный в 1991 году Джеффом Мэнгамом и исполнявший эклектичный lo-fi/психоделический фолк. Группа известна своими экспериментами со звуком, абстрактными поэтичными текстами и широким разнообразием используемых инструментов.
Несмотря на то, что широкой известности ансамбль так и не добился, он приобрел узкий круг поклонников в андеграундной музыкальной среде и пользовался благосклонным отношением со стороны критиков. Самый известный альбом группы, In the Aeroplane over the Sea, неоднократно попадал в различные «списки лучших альбомов», составленные такими электронными изданиями, как Pitchfork Media, Slant Magazine и рядом других.
Невзирая на рост известности коллектива, в 1999 году Мэнгам разочаровался в проекте и распустил ансамбль. Свою роль в этом сыграл и произошедший с ним нервный срыв.
В ноябре 2011 года был выпущен бэк-каталог группы. Два студийных альбома и несколько EP и синглов, включавших ранее не издававшиеся песни, распространялись через специальный сайт walkingwallofwords.com. 29 апреля 2013 года группа объявила о воссоединении; был анонсирован гастрольный тур..

## Дискография
- Everything Is (EP) (1994)
- On Avery Island (1996)
- In the Aeroplane Over the Sea (1998)
- Ferris Wheel On Fire (EP) (2011)